# Shamsul Maidin
Shamsul Maidin, född 16 april 1966, är en fotbollsdomare från Singapore, som bland annat dömt i Världsmästerskapet i fotboll 2006.
Matcher i VM 2006 som huvuddomare:
- Costa Rica - Polen (gruppspel)
- Trinidad och Tobago - Sverige  (gruppspel)
- Mexiko - Angola (gruppspel)

## Fotnoter
1. ↑  transfermarkt.com, Transfermarkt domar-ID: 605, läst: 4 april 2022.[källa från Wikidata]